# Европско првенство у атлетици на отвореном 2012 — штафета 4 × 100 метара за мушкарце
Трка штафета 4 х 100 м у мушкој конкуренцији на Европском првенству у атлетици 2012. у Хелсинкију одржана је 30. и 1. јула на Олимпијском стадиону у Хелсинкију.
Титулу освојену на Европском првенству 2010. у Барселони бранила је штафета Француске.

## Рекорди
| Рекорди пре почетка Европског првенства 2012.     | Рекорди пре почетка Европског првенства 2012.                                       | Рекорди пре почетка Европског првенства 2012. | Рекорди пре почетка Европског првенства 2012. | Рекорди пре почетка Европског првенства 2012. |
| ------------------------------------------------- | ----------------------------------------------------------------------------------- | --------------------------------------------- | --------------------------------------------- | --------------------------------------------- |
| Светски рекорд                                    | Јамајка · Неста Картер, Мајк Фрејтер, Јохан Блејк, Јусејн Болт                      | 37,04                                         | Тегу, Јужна Кореја                            | 4. септембар 2011                             |
| Европски рекорд                                   | Уједињено Краљевство · Џејсон Гарднер, Дарен Кембел, Марлон Девониш, Двејн Чејмберс | 37,73                                         | Севиља, Шпанија                               | 29. август 1999                               |
| Рекорди Европских првенстава                      | Француска · Макс Моринијер, Данијел Сангума · Jean-Charles Trouabal, Бруно Мари-Роз | 37,79                                         | Сплит, СФРЈ                                   | 1. септембар 1990.                            |
| Најбољи светски резултат сезоне                   | Racers Track Club Мајк Фрејтер, Јохан Блејк, Kimmari Roach, Јусејн Болт             | 37,80                                         | Кингстон, Јамајка                             | 14. април 2012.                               |
| Најбољи европски резултат сезоне                  | Немачка · Тобијас Унгер, Мартин Келер · Александер Косенков, Alex-Platini Menga     | 38,41                                         | Вајнхајм, Немачка                             | 26. мај 2012.                                 |
| Рекорди после завршетка Европског првенства 2012. |                                                                                     |                                               |                                               |                                               |
| Најбољи европски резултат сезоне                  | Холандија Брајан Маријано, Чуранди Мартина Ђовани Кодрингтон, Патрик ван Лејк       | 38,34                                         | Хелсинки, Финска                              | 1. јул 2012.                                  |

## Освајачи медаља
|                                                                             |                                                                       |                                                                       |
| Холандија Брајан Маријано Чуранди Мартина Ђовани Кодрингтон Патрик ван Лојк | Немачка Јулијан Ројс Тобијас Унгер Александер Козенков Лукас Јакубчик | Француска Ролан Поњон Кристоф Леметр Пјер-Алекси Песоно Емануел Бирон |

## Сатница
| Датум         | Време | Коло          |
| ------------- | ----- | ------------- |
| 30. јун 2012. | 11:20 | Квалификације |
| 1. јул 2012.  | 18:25 | Финале        |

## Резултати

### Квалификације
Штафете су биле подељене у две групе по 8. За финале су се пласирале по три првпласиране из сваке групе (КВ) и две према постигнутом резултату (кв).
| Поз. | Група | Стаза | Земља                | Атлетичари                                                                     | Време | Белешка |
| ---- | ----- | ----- | -------------------- | ------------------------------------------------------------------------------ | ----- | ------- |
| 1    | 1     | 5     | Уједињено Краљевство | Кристијан Малком, Двејн Чејмберс, Џејмс Елингтон, Марк Луис-Франсис            | 38,98 | КВ      |
| 2    | 2     | 6     | Француска            | Емануел Бирон, Кристоф Леметр, Пјер-Алекси Песоно, Жими Вико                   | 39,01 | КВ, ЛРС |
| 3    | 2     | 7     | Немачка              | Лукас Јакупчик, Тобијас Унгер, Александер Козенков, Мартин Келер               | 39,04 | КВ      |
| 4    | 1     | 1     | Русија               | Михаил Идрисов, Константин Петријашов, Вјачеслав Колесниченко, Павел Каравајев | 39,08 | КВ, ЛРС |
| 5    | 1     | 8     | Холандија            | Брајан Маријано, Чуранди Мартина, Јерел Фелер, Ђовани Кодрингтон               | 39,34 | КВ      |
| 6    | 2     | 2     | Швајцарска           | Alex Wilson, Рето Шенкел, Steven Gugerli, Марк Шнебергер                       | 39,41 | КВ      |
| 7    | 2     | 4     | Чешка                | Јан Велеба, Ростислав Шулц, Војтјех Шулц, Lukás Štastný                        | 39.52 | кв      |
| 8    | 1     | 7     | Португалија          | Рикардо Монтеиро, Dany Gonçalves, Арналдо Абрантес, Јазалдес Насименто         | 39,66 | кв, ЛРС |
| 9    | 2     | 5     | Шпанија              | Eduard Viles, Бруно Ортелано, Alberto Gavaldá, Diego Alonso                    | 39,81 |         |
| 10   | 1     | 6     | Финска               | Ету Рантала, Виса Хонгисто, Јонатан Остранд, Ville Myllymäki                   | 39,85 |         |
| 11   | 1     | 4     | Шведска              | David Sennung, Benjamin Olsson, Том Клинг-Баптисте, Стефан Терхувуд            | 39,87 |         |
| 12   | 1     | 2     | Летонија             | Ņikita Paņkins, Jānis Leitis, Sandis Sabâjevs, Jānis Mezītis                   | 40,46 |         |
| 13   | 2     | 8     | Литванија            | Egidijus Dilys, Žilvinas Adomavičius, Martas Skrabulis, Aivaras Pranckevičius  | 40,68 |         |
| 14   | 2     | 3     | Турска               | Бирол Јилдирим, Фуркан Шен, Ајкут Ај, Јигитџан Хекимоглу                       | 41,42 |         |
| -    | 2     | 1     | Италија              | Фабио Черути, Симоне Колио, Емануеле ди Грегорио, Жак Рипарели                 | НЗ    |         |

### Финале
| Поз. | Стаза | Земља                | Атлетичари                                                                     | Време | Белешка |
| ---- | ----- | -------------------- | ------------------------------------------------------------------------------ | ----- | ------- |
|      | 8     | Холандија            | Брајан Маријано, Чуранди Мартина, Ђовани Кодрингтон, Патрик ван Лојк           | 38,34 | ЕРС, НР |
|      | 3     | Немачка              | Јулијан Ројс, Тобијас Унгер, Александер Козенков, Лукас Јакупчик               | 38,44 |         |
|      | 5     | Француска            | Ролан Поњон, Кристоф Леметр, Пјер-Алекси Песоно, Емануел Бирон                 | 38,46 |         |
| 4    | 6     | Русија               | Mikhail Idrisov, Konstantin Petryashov, Вјачеслав Колесниченко, Pavel Karavaev | 38,67 |         |
| 5    | 7     | Швајцарска           | Alex Wilson, Марк Шнебергер, Рето Шенкел, Rolf Fongué                          | 38,83 |         |
| 6    | 1     | Португалија          | Рикардо Монтеиро, Dany Gonçalves, Diogo Antunes, Јазалдес Насименто            | 39,96 |         |
| -    | 2     | Чешкаа               | Jan Veleba, Rostislav Šulc, Vojtěch Šulc, Lukás Štastný                        | НЗ    |         |
| -    | 4     | Уједињено Краљевство | Кристијан Малком, Двејн Чејмберс, Џејмс Елингтон, Марк Луис-Франсис            | НЗ    |         |